# Grand Prix Sezon 1906
Pierwszy w historii motoryzacji sezon, w którym użyto nazwy Grand Prix. Jedyny wyścig pod tą nazwą został rozegrany we Francji. Rozegrano także 13 innych wyścigów, w tym jeden wyścig eliminacyjny i 5 wyścigów sprinterskich.

## Grandes Épreuves (Wielka Próba)
| Nazwa              | Tor     | Data               | Zwycięzca    | Samochód | więcej     |
| ------------------ | ------- | ------------------ | ------------ | -------- | ---------- |
| Grand Prix Francji | Le Mans | 26-27 czerwca 1906 | Ferenc Szisz | Renault  | >>więcej<< |

## Pozostałe Wyścigi
| Nazwa                         | Tor                           | Data                | Zwycięzca        | Samochód       | więcej     |
| ----------------------------- | ----------------------------- | ------------------- | ---------------- | -------------- | ---------- |
| Cuban Race                    | Hawana                        | 12 lutego 1906      | Victor Demogeot  | Darracq        | >>więcej<< |
| Targa Florio                  | Madonie                       | 6 maja 1906         | Alessandro Cagno | Itala          | >>więcej<< |
| Circuit des Ardennes          | Bastogne                      | 13 sierpnia 1906    | Arthur Duray     | de Dietrich    | >>więcej<< |
| Rovigo Sprint                 | Rovigo                        | ? września 1906     | Leonino Da Zara  | Züst           | >>więcej<< |
| Dunlop Trophy                 | Happyland-Stonewall-Happyland | ? września 1906     | Herb Anderson    | Columbia       | >>więcej<< |
| Circuito Siciliano Vetturette | Palermo                       | 5 września 1906     | Vincenzo Florio  | de Dion-Bouton | >>więcej<< |
| Vanderbilt Elimination Race   | Long Island                   | 22 września 1906    | Joe Tracy        | Locomobile     | >>więcej<< |
| Bologna Sprint                | Zappoli Horsetrack            | ? października 1906 | Felice Buzio     | Diatto-Clément | >>więcej<< |
| Vanderbilt Cup                | Long Island                   | 6 października 1906 | Louis Wagner     | Darracq        | >>więcej<< |
| Treviso Sprint 10 km          | Treviso Horsetrack            | 6 listopada 1906    | Ettore Graziani  | Itala          | >>więcej<< |
| Treviso Sprint 5 km           | Treviso Horsetrack            | 7 listopada 1906    | Ettore Graziani  | Itala          | >>więcej<< |
| Treviso Sprint 1 km           | Treviso Horsetrack            | 8 listopada 1906    | Ettore Graziani  | Itala          | >>więcej<< |
| Coupe des Voiturettes         | Rambouillet                   | 12 listopada 1906   | Georges Sizaire  | Sizaire-Naudin | >>więcej<< |